# نظرية
النظرية. يوجد لها عدد من المعاني المختلفة باختلاف الفرع الذي تُستخدم فيه هذه الكلمة. بشكل عام، تكون النظرية نوع من التفسير لشرح كيفية حدوث ظاهرة طبيعية، بشرط تحقق حدوث هذه الظاهرة وعدم وجود نزاع في حدوثها. عادة ماتكون النظرية شارحة لآلية حدوث هذه الظواهر وتكون بشكل عام عرضة للصواب والخطأ، لكن التماسك المنطقي والرياضي للنظرية ثم شرحها لأكبر عدد ممكن من النتائج التجريبية يدعم النظرية ويعطيها تأكيدًا أكثر فأكثر.
تزداد النظرية صحة عندما تقدم تنبؤات بشأن ظواهر غير مثبتة بعد، ثم تأتي الأرصاد والتجارب بإثباتها، فنظرية النسبية العامة مثلا تنبأت بانحرافات دقيقة في مدار الكوكب عطارد لم تكن مرصودة بعد، وتم التحقق من ذلك بعد ظهور النظرية مما أعطاها مصداقية أكبر.
هناك فرق شاسع بين الاستعمال العلمي لكلمة نظرية والاستعمال العام لها. بشكل عام يقصد بكلمة نظرية أي رأي أو فرضية، في هذا المجال لا يتوجب ان تكون النظرية مبنية على حقائق. اما في المجال العلمي تشير النظرية إلى نموذج مقترح لشرح ظاهرة أو ظواهر معينة بإمكانها التنبؤ بأحداث مستقبلية ويمكن نقدها. ينتج من ذلك انه في المجال العلمي النظرية والحقيقة ليسا شيئين متضادين. مثلاً الحقيقة هي ان الأجسام تسقط إلى مركز الكرة الأرضية، والنظرية التي تشرح سبب هذا السقوط هي الجاذبية.
مثال على ذلك: خطأ نظرية أرسطو (مركزية الأرض) بأن الأرض هي مركز الكون وأن الكواكب والنجوم تدور حول الأرض، وثبوت صحة نظرية فيلاكوس كوبرنيكوس بأن الشمس هي المركز (مركزية الشمس). وتنطلق النظرية من مسلمات أو مبادئ متفق عليها وتكون أساسا لبناء النظرية وما يترتب عليها من نتائج.

## قائمة نظريات مهمة
- علم الفلك: نظرية الانفجار العظيم
- علم الكواكب: فرضية الاصطدام العملاق
- علم الأحياء: نظرية الخلية Cell theory - نظرية التطور
- علم المناخ: نظرية التغير المناخي العالمي (due to anthropogenic activity)
- معلوماتية: نظرية المعلومات الخورازمية Algorithmic information theory — نظرية التحسيب
- هندسة تطبيقية: نظرية الدارات — نظرية التحكم — نظرية الإشارة - نظرية الأنظمة
- جيولوجيا: تكتونيات الصفائح Plate tectonics
- فيزياء: نظرية الصوتيات — نظرية الهوائي Antenna theory - النسبية العامة — النسبية الخاصة — نظرية النسبية — نظرية الحقل الكمومي
- كيمياء: النظرية الذرية — النظرية الحركية للغازات
- علم الاجتماع: نظرية اجتماعية - نظرية اجتماعية - النظرية النقدية
- سياسة: نظرية سياسية Political Theory
- اقتصاد: نظرية القرار Decision theory
- إحصاء : نظرية القيمة العظمى Extreme value theory
- ألعاب: نظرية الألعاب - نظرية الخيار العقلاني Rational choice theory
- فلسفة: نظرية البرهان — Speculative reason — نظرية الحقيقة — نظرية النمط — نظرية القيمة — أخلاقيات الفضيلة
- إنسانيات: النظرية النقدية
- الأدب: النظرية الأدبية Literary theory
- رياضيات: نظرية الكوارث — نظرية التصنيف — نظرية الشواش — نظرية المخططات — نظرية الأعداد — نظرية الاحتمالات — نظرية المجموعات
- موسيقى: نظرية الموسيقى
- اتخاذ القرار: نظرية اتخاذ القرار
- سينما: نظرية السينما
- أخرى: النظريات العلمية المستبدلة Obsolete scientific theories — نظرية فيلغستون Phlogiston theory

## وصلات خارجية
- «كيف تعمل العلوم: حتى النظريات تتغير»، «فهم العلوم» عن جامعة كاليفورنيا متحف علم الإحاثة. (بالإنجليزية)